# Comté de Sheridan (Wyoming)
Pour les articles homonymes, voir Comté de Sheridan.
Le comté de Sheridan est un comté de l'État du Wyoming dont le siège est Sheridan. Selon le recensement de 2010, sa population est de 29 116 habitants.